# Naver
Naver (Не́йвер, кор. 네이버 Нейбо) — крупнейший интернет-портал и самая популярная поисковая система в Южной Корее. На него приходится 70 % поисковых запросов в стране. Принадлежит компании Naver Corporation. Был открыт в 1999 году. Тогда Naver первым из корейских интернет-порталов разработал свою собственную поисковую систему.

## История
Naver был создан в июне 1999 года как первый южнокорейский сайт с поисковым движком собственной разработки. В августе 2000 года Naver начал предоставлять услугу «всестороннего поиска», которая позволяла пользователям получать различные результаты по поисковому запросу на одной странице, сгруппированные по типу: блоги, веб-сайты, картинки, кафе и другие. Это было за пять лет до запуска Google подобного предложения с функцией «универсального поиска».